# 393 هـ
393 هـ هي سنة في التقويم الهجري امتدت مقابلةً في التقويم الميلادي بين سنتي 1002 و1003.

## مواليد
- أبو إسحاق الشيرازي
- أبو يوسف القزويني، عالم وفقيه من المعتزلة.
- العذري

## وفيات
- إسماعيل بن حماد الجوهري
- ابن بكس
- زكريا بن بكر الغساني
- عبد الكريم الطائع لله
- أبو بكر عبد الكريم الطائع بالله

- أبو العباس الجوهري: صاحب "الصحاح"